# Чјорнаја (притока Пљусе)
Чјорнаја или Медветка (рус. Чёрная, Медведка) река је на северозападу европског дела Руске Федерације. Протиче преко северних делова Псковске области, односно преко територија њеног Пљушког и Стругокрасњенског рејона. Лева је притока реке Пљусе, те део басена реке Нарве, односно Финског залива Балтичког мора.
Свој ток започиње на северним падинама Лушког побрђа, као отока маленог Шчирског језера. У горњем делу тока између Шчирског и Црног језера носи назив Медветка. Укупна дужина водотока је 52 километара, а површина сливног подручја 389 км². Улива се у реку Пљусу као њена лева притока на 194. километру узводно од њеног ушћа.
Најважније притоке су Коритња, Должанка и Нискаја.